# Четиридесет и седемте ронини (филм, 1994)
Вижте пояснителната страница за други значения на Четиридесет и седемте ронини.
„Четиридесет и седемте ронини“ (на японски: 四十七人の刺客) е японски исторически филм от 1994 г., базиран на историята на 47-те ронина (самурай без господар). Режисьор е Кон Ичикава, който е написал и сценария, заедно с Канео Икегами и Хироши Такеяма. Кен Такакура играе главната роля.

## Сюжет
През 1701 г. лорд Асано от клана Ако се самоубива в резултат на интрига. Могъщият Кира стои зад интригата. Кланът Ако е разпуснат и няколкостотин самураи стават ронини без господар. Традицията повелява те да се самоубиват като своя господар. Но някои намират убежище при други даймио (господари). Майордомът Кураносуке Оиши, последовател на Асано, има друг план за останалите: отмъщение. Лорд Кира трябва да умре за престъплението си. Но могъщият клан Уесуги научава за действията на клана Ако и се готви да защити Кира. Решителната атака срещу замъка на Кира се провежда. Когато всички стражи на Кира са убити, воините на Оиши намират Кира скрит в барака. Оиши разпознава Кира по белега на лицето му, който лорд Асано някога му е нанесъл, и го убива. Бойците носят отрязаната глава на Кира в гроба на Асано, след което извършват ритуално самоубийство.
Кон Ичикава създава произведението си, което излиза по японските кина на 22 октомври 1994 г., базирано на сагата „Чуншингура“, която Кенджи Мизогучи вече е заснел през 1941 г. като 240-минутен епос под заглавието „Генроку чушингура“.
Ролята на Оиши се играе от Кен Такакура. Кен Такакура е познат и от филми като „Якудза“ на Сидни Полак с Робърт Мичъм и филма на Ридли Скот „Черен дъжд“ с Майкъл Дъглас и Анди Гарсия.

## Награди
Филмът е номиниран за единадесет награди на Японската академия през 1995 г., включително за най-добър филм, най-добър режисьор, най-добър сценарий, най-добър актьор (Кен Такакура), най-добра музика и най-добра операторска работа. Спечели награди за най-добър сценографски дизайн, най-добър звук, най-добър поддържащ актьор (Киичи Накай) и най-добър монтаж.
Киичи Накай печели и наградата „Кинема Джунпо“, а самият филм печели наградата на публиката на конкурса „Майничи Еига“. Филмът получава специална награда на журито на Международния филмов фестивал в Токио и печели наградата за най-добра музика на Азиатско-тихоокеанския филмов фестивал.